# Pagala
Pagala est une localité située dans la région Centrale du Togo, plus précisément dans la préfecture de Blitta.

## Géographie
Pagala se trouve à une latitude de 8.2167° et une longitude de 0.8833°, à une altitude d'environ 368 mètres.

## Climat
Le climat à Pagala est généralement très chaud, avec des températures élevées tout au long de l'année.

## Environnement
La région autour de Pagala est connue pour ses réserves naturelles et ses forêts classées, notamment la réserve du parc national du Fazao, qui couvre près de 1 920 km².

## Infrastructures
Pagala abrite un centre de formation utilisé par le Corps de la Paix pour la formation de ses volontaires au Togo,,,.